# معتز کبیر
معتز کبیر (انگلیسی: Mutaz Kabair؛ زادهٔ ۱ ژانویه ۱۹۸۰) بازیکن فوتبال اهل سودان است.
از باشگاه‌هایی که در آن بازی کرده‌است می‌توان به امارت رأس‌الخیمه، باشگاه فوتبال حتی امارات، و باشگاه فوتبال الهلال ام درمان اشاره کرد.
وی همچنین در تیم ملی فوتبال سودان بازی کرده‌است.